# تجرا
لغة تجرا ويتحدث بهذه اللغة حوالي (6 مليون شخص) من نصارى الحبشة في الشمال وفي أواسط أريتيريا وتكتب بالخط الحبشي وترجع أقدم نصوصها المدونة إلى المائة التاسعة عشرة الميلادية.